# Motorbranschens tekniska gymnasium
Motorbranschens tekniska gymnasium, MTG, är en gymnasieskola i Göteborg med fordons- och transportprogrammet som huvudinriktning. Dessutom erbjuds programinriktat individuellt val (PRIV), där elever utan fullständiga betyg från högstadiet kan komplettera dessa, samtidigt som de läser programmet på skolan.

## Historik
Skolan startades i Flatås år 2002 och har sina lokaler i Högsbo industriområde sedan 2014.

## Fordons- och transportprogrammet
MTG har sju inriktningar:
- Bilskadetekniker
- Bussförare
- Godshanterare
- Lackeringstekniker
- Lastbilsförare
- Lastvagnstekniker
- Personvagnstekniker